# Benátská (Praha)
Benátská je ulice v Praze 2 na Novém Městě. Ulice vede západně od křižovatky ulic Trojická, Vyšehradská a Na Slupi a ústí v křižovatku ulic Pod Větrovem a Kateřinská.
Tímto směrem je také číslovaná. Rušnou Benátskou a Vyšehradskou ulici spojuje pravoúhlá ulička Na Hrádku, založená v roce 1890.

## Historie
Ještě na počátku 19. století existovaly na Novém Městě dvě Benátské ulice – Velká a Malá Benátská. Velká Benátská zanikla při úpravách botanické zahrady dnes spravované Přírodovědeckou fakultou Univerzity Karlovy a následnou zástavbou. Dnešní Benátská ulice vede přibližně po půdorysu někdejší Malé Benátské. V minulosti zde bývaly mokřiny a bažiny, takže název snad upomínal na italské město, které vyrostlo v podobných nepřístupných podmínkách v zálivu Jaderského moře.

## Významné osobnosti
V domě č. p. 3 se 6. července 1907 narodil spisovatel Jaroslav Foglar, který zde žil v letech 1907 až 1910. Poté se jako tříletý chlapec se svou rodinou odstěhoval do Předlic nad Labem. Mezi dvěma světovými válkami se z části domu stala hudební škola. Dům byl postaven v roce 1890.